# Lovčica-Trubín
Lovčica-Trubín – wieś (obec) na Słowacji położona w kraju bańskobystrzyckim, w powiecie Żar nad Hronem. Pierwsze wzmianki o miejscowości pochodzą z roku 1488. 
Według danych z dnia 31 grudnia 2012, wieś zamieszkiwało 1579 osób, w tym 810 kobiet i 769 mężczyzn.
W 2001 roku rozkład populacji względem narodowości i przynależności etnicznej wyglądał następująco:
- Słowacy – 98,77%
- Czesi – 0,27%
- Romowie – 0,68%
- Rusini – 0,07%

Ze względu na wyznawaną religię struktura mieszkańców kształtowała się w 2001 roku następująco:
- Katolicy rzymscy – 87,88%
- Grekokatolicy – 0,34%
- Ewangelicy – 0,75%
- Ateiści – 6,94%
- Nie podano – 3,95%